# Bartolomeo Cappello

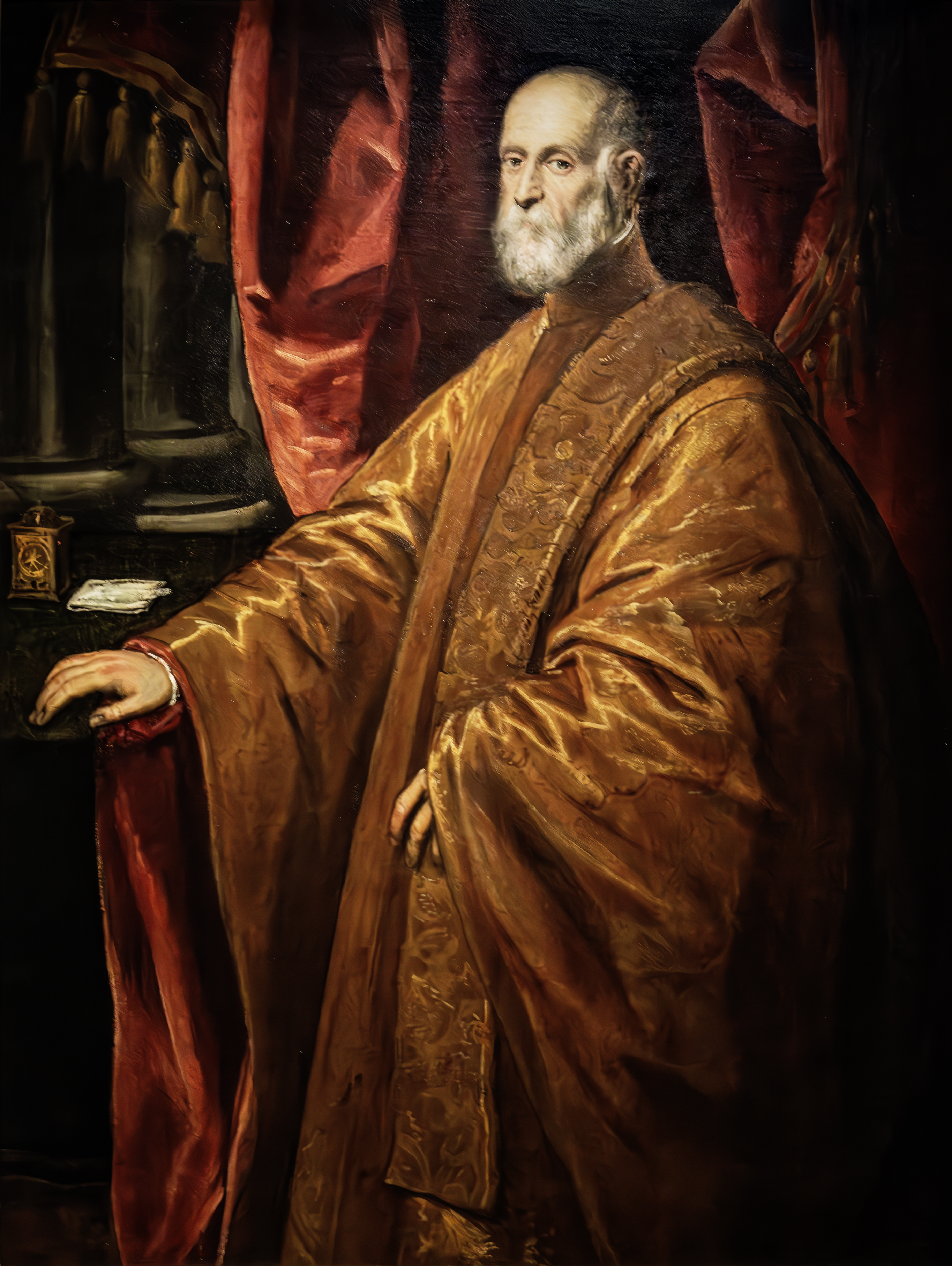
Ritratto forse del Bartolomeo Cappello Tintoretto, Treviso, Museo Civico.

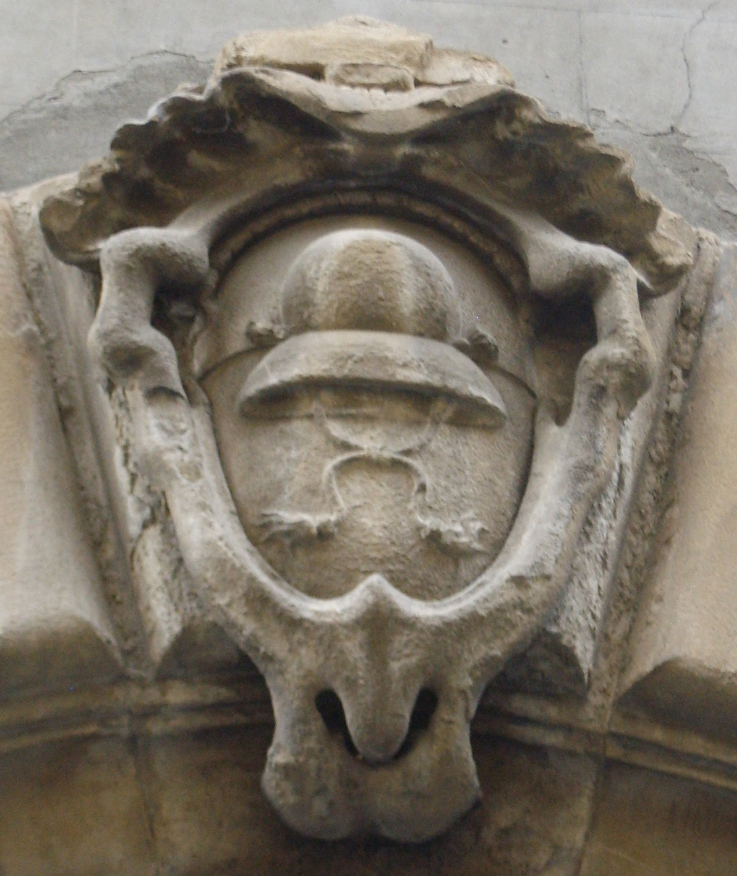
Stemma dei Cappello

Bartolomeo Cappello (Venezia, 24 agosto 1519 – dicembre 1594) è stato un politico italiano, membro di un'importante famiglia veneziana.

## Biografia
Figlio di Girolamo, di Antonio Cappello e di Maria, di Domenico Grimani, è celebre per essere stato il padre di Bianca Cappello; ricoprì numerosi incarichi nella Repubblica di Venezia: Uno dei Quaranta di Venezia (1549 e 1552), Uditore Vecchio (1555), Provveditore sopra i Dazi (1562), Provveditore alla Santità (1567), Officiale alle Ragion Nuovo (1568), Consigliere di Pregadi (1573) e Podestà di Treviso (dal 1575 al 1577).
Nel 1544 si sposò con Pellegrina di Filippo Morosini ed ebbe oltre a Bianca un figlio di nome Vittorio. Nel 1559 si sposò di nuovo con Lucrezia di Gerolamo Grimani, vedova di Andrea Contarini, e sorella di Giovanni Grimani, patriarca di Aquileia.
Fu sepolto nella cappella di famiglia nella chiesa di Sant'Elena di Venezia.